# Eagle Crest

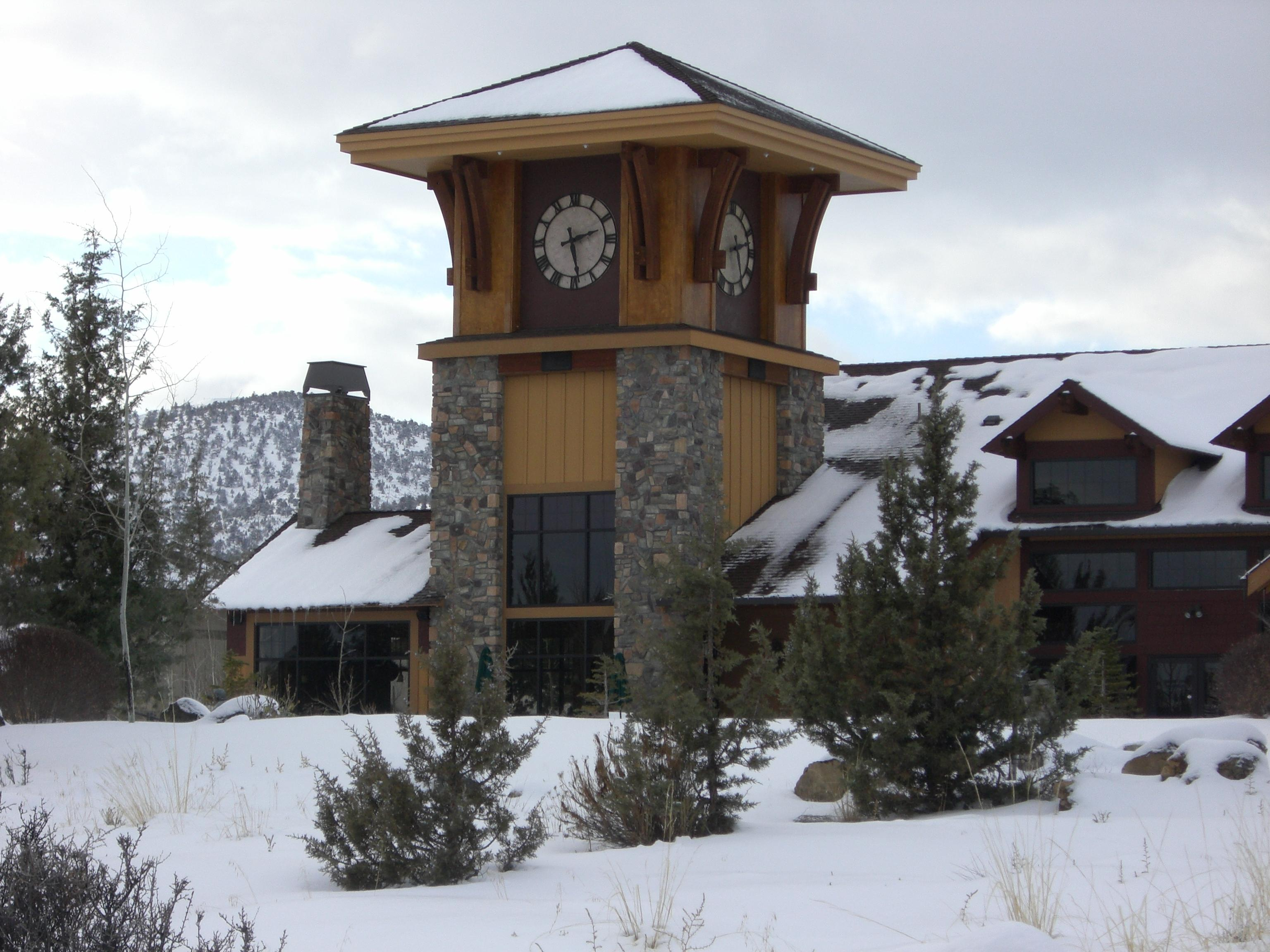
Az óratorony, háttérben a Cline-tanúheggyel

Eagle Crest az Amerikai Egyesült Államok északnyugati részén, Oregon állam Deschutes megyéjében, a Deschutes folyó nyugati partján, Redmondtól 10 km-re nyugatra elhelyezkedő statisztikai település, amely az azonos nevű üdülőtelepet foglalja magában. A 2010. évi népszámláláskor 1696 lakosa volt. Területe 39,4 km², melynek 100%-a szárazföld.
Az Eagle Crest üdülő keleten a Cline-tanúhegy lábánál kezdődik, területe a 2,5 km-re lévő Deschutes folyóig, illetve az északra szintén ennyire lévő 126-os útig tart, főbejárata pedig az úttól 1,6 km-re délre van; illetve a hegytől északnyugatra egy különálló telek is tartozik a komplexumhoz, amely az útról közvetlenül is megközelíthető. Az üdülő teljes területe 6,9 négyzetkilométer.
A település tanúhegytől keletre eső területe az enyhén buckás Maston-fennsíkon fekszik, amely kelet felé, a Deschutes-folyó kanyonjáig folyamatosan lejt. A környező területek őshonos faja a nyugati boróka, de csavarttűjű fenyő is előfordul, az aljnövényzetet pedig jellemzően cserjefélék és egyéb, a magaslati száraz klímát kedvelő növények alkotják. A fennsík a Deschutes-folyó feletti sziklafalnál ér véget. A folyó egy kanyonon folyik keresztül, mindkét oldalán 30 méter magas bazaltsziklákkal.
A folyó nyugati partján körülbelül 2,5 négyzetkilométernyi terület az üdülő tulajdonában van.

## Történet
A lakó/üdülőterület fejlesztése három szakaszban történt. Az első, 1985-ben kezdődött fázisban különálló telkeket jelöltek ki, illetve apartmanokat és tömbházakat építettek a Riverview Vista Estates és Fairway Vista Estates lakóparkokban. Ezek mindegyike a Cline Falls Highwaytől keletre, a fogadó és a Deschutes-folyó között helyezkedik el; legtöbbjük a golfpályák sétányai mentén, vagy a folyó kanyonjának irányában helyezkedik el.
A második, „The Ridge” néven ismert, 1996-ban kezdődött etapban az autópályától nyugatra fekvő, az 1993-ban elkészült Ridge golfpálya területén fekvő telkeket kezdték értékesíteni. A fejlődés mértéke nagyot ugrott a Challenge golfpálya 1999-es megnyitásával, és egy évtizedig tartott; 2009-ben még zajlottak építkezések a helyen. A The Ridge-et öt kerületre osztották: Forest Greens, Eagle Springs, Forest Ridge, Eagle Creek és The Falls; utóbbiban csak 55 évnél idősebb nyugdíjasok élnek, és saját közösségi központja és edzőterme van.
A harmadik, végső fázisban hat, a Cline-tanúhegytől északnyugatra fekvő részt hoztak létre, amelyet a The Ridge-től egy 1,6 km-nyi, a földhivatal tulajdonában lévő telek választ el; a két, különálló területet sétánnyal kötötték össze. A legnagyobb területű rész a West Ridge, amely 425 telket foglal magában a tanúhegy lábánál. A Creekside kerületben 152 társasház található a West Ridge sporkomplexum közelében, a Highland Parkben pedig 41, kisebb telek van. A Desert Sky körülbelül 100 parcellát foglal magában; a házak vadnyugati stílusban épültek. A legutolsó kialakított terület a Vista Rim, ahol 2008-ban kezdtek el tulajdonjogokat eladni. A Scenic Ridge egy zárt közösség 8 darab, egyenként 4000 négyzetméteres telekkel, melyek az üdülő nyugati határán fekszenek, és a Bachelortól a Hood-hegyig a Cascade-hegység minden tagjára rálátást nyújtanak.
A Népszámlálási Hivatal Eagle Crestet a 2010-es összeíráskor statisztikai településnek nyilvánította.

## Éghajlat
| Hónap                         | Jan.  | Feb.  | Már.  | Ápr.  | Máj. | Jún. | Júl. | Aug. | Szep. | Okt.  | Nov.  | Dec.  | Év    |
| ----------------------------- | ----- | ----- | ----- | ----- | ---- | ---- | ---- | ---- | ----- | ----- | ----- | ----- | ----- |
| Rekord max. hőmérséklet (°C)  | 18,3  | 22,2  | 23,3  | 30,6  | 36,1 | 35,6 | 37,8 | 36,7 | 36,1  | 32,2  | 25,0  | 18,9  | 37,8  |
| Átlagos max. hőmérséklet (°C) | 5,6   | 8,3   | 11,7  | 15,0  | 19,4 | 23,9 | 28,3 | 27,2 | 22,8  | 16,7  | 9,4   | 5,6   | 16,2  |
| Átlaghőmérséklet (°C)         | 0,3   | 2,2   | 4,5   | 7,0   | 10,8 | 15,0 | 18,1 | 17,2 | 13,4  | 8,7   | 3,6   | 0,3   | 8,5   |
| Átlagos min. hőmérséklet (°C) | −5,0  | −3,9  | −2,8  | −1,1  | 2,2  | 6,1  | 7,8  | 7,2  | 3,9   | 0,6   | −2,2  | −5,0  | 0,7   |
| Rekord min. hőmérséklet (°C)  | −28,3 | −28,9 | −11,1 | −11,1 | −7,8 | −3,9 | −1,7 | −1,1 | −8,3  | −13,3 | −22,2 | −23,3 | −28,9 |
| Forrás: The Weather Channel   |       |       |       |       |      |      |      |      |       |       |       |       |       |

## Népesség
A 2010-es népszámláláskor  1696 lakója, 795 háztartása és 630 családja volt. A népsűrűség 43,1 fő/km2. A lakóegységek száma 1793, sűrűségük 45,5 db/km2. A lakosok 95,5%-a fehér, 0,5%-a afroamerikai, 0,2%-a indián, 0,9%-a ázsiai, 0,1%-a a Csendes-óceáni szigetekről származik, 1,2%-a egyéb, 1,7%-a pedig kettő vagy több etnikumú. A spanyol vagy latino származásúak aránya 2,4% (1,7% mexikói, 0,1% Puerto Ricó-i,  0,6% egyéb spanyol vagy latino származású.)
A háztartások 10,3%-ában élt 18 évnél fiatalabb. 75,6% házas, 2,8% egyedülálló nő, 0,9% egyedülálló férfi, 20,8% pedig nem család. 16,7% egyedül élt; 7%-uk 65 éves vagy idősebb. Egy háztartásban átlagosan 2,13 személy élt; a családok átlagmérete 2,35 fő.
A medián életkor 62,2 év volt. Lakóinak 10,7%-a 18 évesnél fiatalabb, 1,5% 18 és 24 év közötti, 9,5%-uk 25 és 44 év közötti, 38,1%-uk 45 és 64 év közötti, 39,2%-uk pedig 65 éves vagy idősebb. A lakosok 48,6%-a férfi, 51,4%-a pedig nő.

## Az üdülő
Az üdülőhely egyike a nyolc, a területfejlesztési osztály által nyilvántartott létesítménynek. Az 1989-ben épült fogadó az egyik golfpálya mellett található a háromból. A főépületben 100 szoba van, emellett egy különálló építményben 80 apartmant létesítettek. A legtöbb szobában van erkély, amelyek legtöbbjéről kilátás nyíli a Redmondtól 14 km-re északra, és az üdülőtől északkeletre lévő Smith-sziklára, az apartmanok többségéből pedig a Deschutes-folyó kanyonja látható. Az Eagle Crest Resortban ezen kívül található egy nagy konferenciaközpont, három, egyenként 18 lyukas golfpálya, fürdő, két sportkomplexum, három kül- és egy beltéri medence, valamint számos más létesítmény is. A területen összesen 21 km-nyi kerékpárút, futópálya és sétány halad, valamint a Deschutes-folyó nyugati partja mentén egy 3 km hosszú túraútvonal is fut.
A konferenciaközpont a fogadóval szemközt található. A 930 m² alapterületű létesítményben kettő terem található. A nagyobbik (Juniper Hall) előadásokon 600, banketteken 425 embert képes befogadni, a kisebbik (Golden Eagle Ballroom) pedig színház-elrendezésben 511, báli konfigurációban pedig 311 személynek tud helyet adni. Mind a nagyelőadó, mind a bálterem fel van szerelve elválasztó-paravánokkal, így összesen hat kisterem alakítható ki.
Az üdülőt 1980-ban megszerző Jeld-Wen faipari cég 2010-ben eladta azt a Northview Hotel Groupnak, mely tranzakciót az Oaktree Capital Management finanszírozta. A következő években körülbelül hárommillió dollárt öltek a területbe, majd 2018 elején eladták a floridai KDG Capitalnak, így a fenntartás a texasi Aimbridge Hospitality ingatlankezelőhöz került. Az Eagle Crest Resortban jelenleg egy 100 szobás hotel, egy konferenciaközpont, három golfpálya, két klubház és három edzőterem található.

### Golfpályák
A területen három, népszerű golfpálya van. Az első (Resort Course) 18 lyukas, 6100 méteres, 72 pontos játékokra alkalmas pályát Gene Mason tervezte; területe a Deschutes-folyó kanyonjának gyűrűjét követve, a legelőször megépült házak között fekszik. A leglátványosabb lyukak a folyó mentén, 30 méterrel lejjebb lévő sziklákkal egy vonalban vannak.
A 6335 méteres Ridge Course tervezője John Thronson; a pálya a borókafák útvonalát követi, háttérben a Cascade-hegységgel. A Ridge Course helyt adott az Oregon Open bajnokságnak is.
A Challenge Course 3804 méterével három órás, 63 pontos játékra nyújt lehetőséget. A pálya minden lyuknál négy elütési helyet kínál, így kezdők és profik körében is kedvelt.
A pályák március közepétől november első hetéig tartanak nyitva, illetve ha az időjárás engedi, a Resort vagy a Ridge az év többi részében is elérhető.

## StarFest

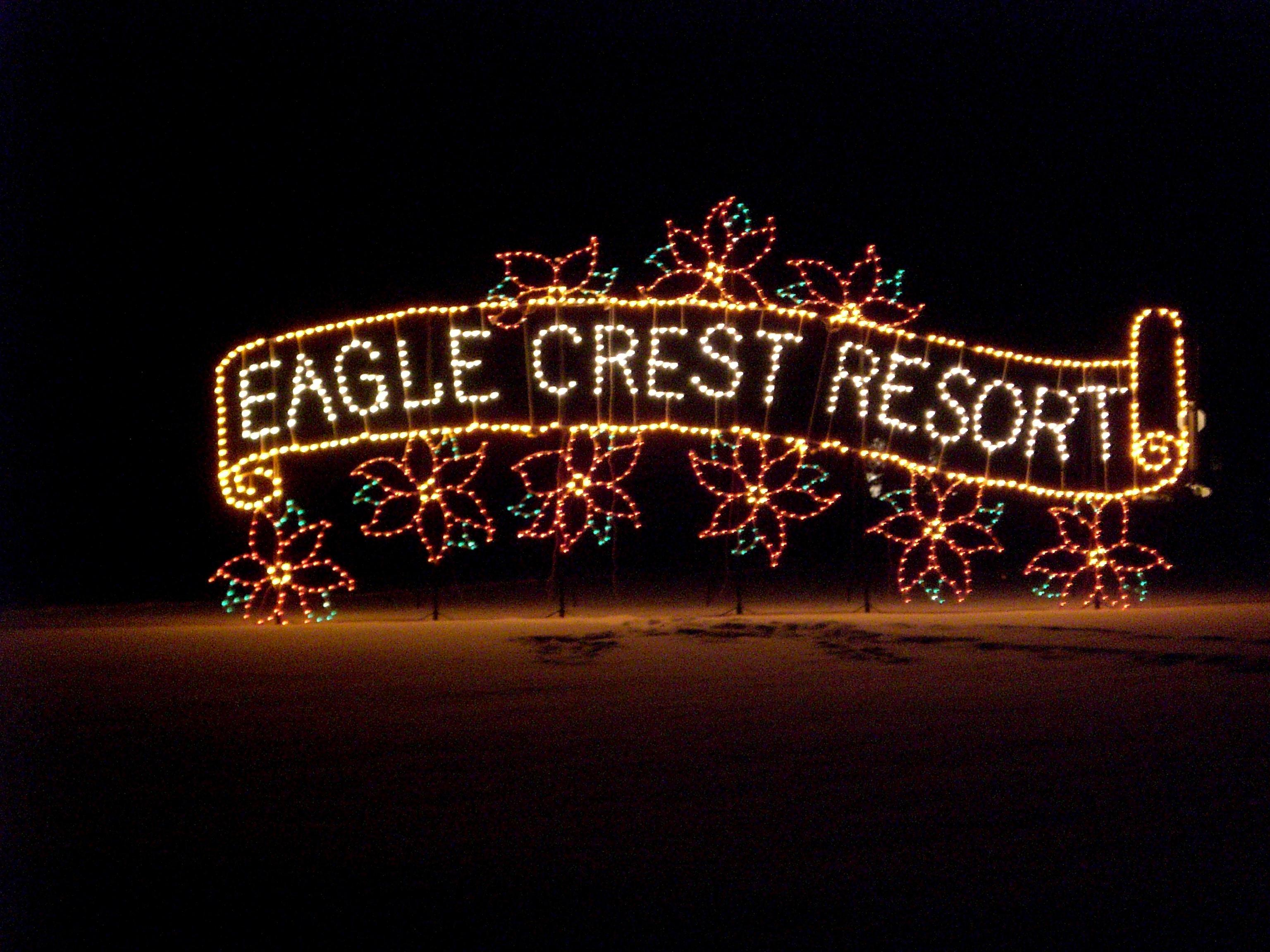
Az Eagle Crest Resort felirat a StarFest idején

A helyen kerül megrendezésre a hálaadás és újév napja közötti StarFest, amikor naponta 17:30 és 21:30 között kivilágítanak egy 1,6 km hosszú szakaszt. A belépés ingyenes.
Az esemény alatt a helyi fogadó kávét, forró kakaót és süteményeket kínál a látogatóknak, a kandalló mellett pedig Mrs. Claus, a Mikulás felesége mesél történeteket, hétvégente pedig lovashintót is igénybe lehet venni. A rendezvénysorozat egész Közép-Oregonban népszerű.

## Fordítás
Ez a szócikk részben vagy egészben  az   Eagle Crest Resort című angol Wikipédia-szócikk ezen változatának fordításán alapul.  Az eredeti cikk szerkesztőit annak laptörténete sorolja fel. Ez a jelzés csupán a megfogalmazás eredetét és a szerzői jogokat jelzi, nem szolgál a cikkben szereplő információk forrásmegjelöléseként.